# Werner Stiller
Werner Stiller (* 24. August 1947 in Weßmar; † 20. Dezember 2016 in Budapest) war ein deutscher hauptamtlicher Mitarbeiter des MfS der DDR im Range eines Oberleutnants, der 1979 in die Bundesrepublik zum Bundesnachrichtendienst (BND) überlief. Seine Flucht aus der DDR mit zahlreichen geheimen Dokumenten in den Westen gilt bis heute als einer der spektakulärsten Spionagefälle im Kalten Krieg.

## Leben und Wirken
Werner Stiller wurde im August 1947 als nichtehelicher Sohn  einer Landarbeiterin geboren. Ab 1966 studierte Stiller Physik an der Universität Leipzig und schloss das Studium mit dem Diplom ab.

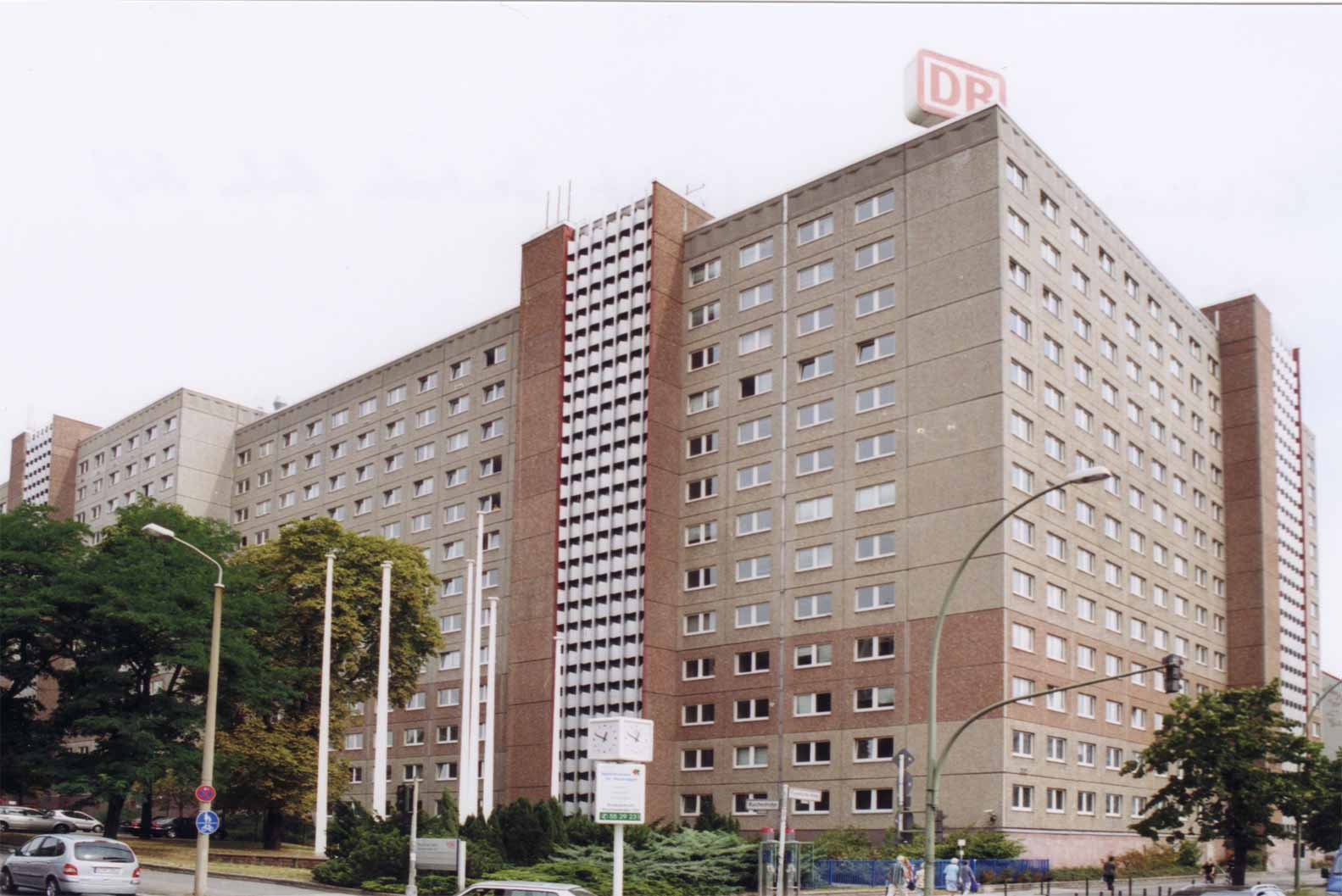
„Haus 15“ der Zentrale des Ministeriums für Staatssicherheit nach 1990, 1978 bis 1990 der Hauptsitz der HVA und Arbeitsplatz Werner Stillers.

Im Jahr 1970 warb ihn das MfS als inoffiziellen Mitarbeiter (IM) mit dem Decknamen „Stahlmann“ an. Ab 1972 arbeitete er hauptamtlich in der Hauptverwaltung A (HVA) des MfS, Sektor Wissenschaft und Technik (SWT), Abteilung XIII, Referat 1, und war zuständig für die Spionage im Bereich Nukleartechnik der Bundesrepublik Deutschland. Stillers Arbeitsplatz befand sich in den Zimmern 508–510 auf der 5. Etage an der Nordseite von „Haus 15/1“ der Zentrale des Ministeriums für Staatssicherheit in Ost-Berlin.
Stiller entschied sich, in die Bundesrepublik überzulaufen und sich dem BND anzubieten. Erste Kontakte zum BND verliefen sich aufgrund von Nachlässigkeiten Stillers. Nachdem er von einem in Bundesrepublik Deutschland lebenden Bruder der in Oberhof arbeitenden Uschi Mischnowski erfahren hatte, bemühte er sich um ihre Bekanntschaft. 1978 konnte er ihren auf Besuch weilenden Bruder kennenlernen und über ihn wieder Verbindung zum BND aufnehmen, der aber zunächst eine Falle vermutete. Bis zu seiner Flucht lieferte Stiller unter dem Decknamen „Machete“ geheime Informationen an den BND.

### Flucht in die Bundesrepublik Deutschland
Am 19. Januar 1979 floh Stiller mit Unterlagen der HVA über den Dienstübergang des Bahnhofs Berlin Friedrichstraße nach West-Berlin. Uschi Mischnowski – in Stillers 1986 unter dem Titel Im Zentrum der Spionage erschienenen Memoiren als „Helga“ bezeichnet – wurde mit Hilfe der bundesdeutschen Botschaft in Warschau ausgeschleust. Seine Ehefrau, seine Tochter und seinen Sohn ließ er in der DDR zurück, wo sie diversen Schikanen wegen vermuteter Mitwisserschaft ausgesetzt waren.

### Nach der Flucht
Im Jahr 1981 begann für Stiller, ausgestattet mit einer neuen Identität, ein zweites Leben unter dem Namen Klaus-Peter Fischer, geboren in Budapest. Mit Unterstützung des US-Geheimdienstes CIA absolvierte er ein Wirtschaftsstudium in St. Louis und war von 1983 bis 1990 Investmentbanker bei Goldman Sachs in New York und London. Bis zum Ende der DDR versuchte eine großzügig finanzierte Fahndertruppe des MfS, ihn im Westen ausfindig zu machen, ihn dann in die DDR zu entführen und dort zum Tode zu verurteilen oder ihn gleich im westlichen Ausland zu töten. Nach der deutschen Wiedervereinigung machte Anfang der 1990er-Jahre ein Reporterteam des Nachrichtenmagazins Der Spiegel Stiller in Frankfurt am Main ausfindig. Er arbeitete dort als Börsenmakler für das US-Unternehmen Lehman Brothers an der Börse. Ende der 1990er-Jahre zog Stiller nach Budapest.
Nicole Glocke, Tochter des inoffiziellen Mitarbeiters Karl-Heinz Glocke, und Tochter Edina Stiller veröffentlichten 2006 ein gemeinsames Buch über die Folgen des Übertritts in die Bundesrepublik Deutschland. Stiller starb am 20. Dezember 2016 im Alter von 69 Jahren in Budapest.

## Nachrichtendienstlicher Wert des Überläufers
Stiller wurde nach seinem Überlaufen über ein Jahr lang intensiv vom BND befragt. Dadurch trug er maßgeblich zur Identifizierung des „Mannes ohne Gesicht“, des HVA-Chefs Markus Wolf, bei. Ein Foto Wolfs, welches von ihm heimlich auf einer Dienstreise in Skandinavien angefertigt wurde, gelangte an das Nachrichtenmagazin Der Spiegel und wurde dort im März 1979 auf der Titelseite veröffentlicht.
Stiller hatte als Oberleutnant nicht zum leitenden Personal der HVA gehört, jedoch seinen Aufstieg zum Parteisekretär seiner Abteilung forciert, um Vorbehalte gegen sich auszuräumen sowie über seinen direkten Arbeitsbereich hinausgehende Informationen zu erlangen. Dem BND konnte Stiller weitreichendes Wissen um das Innenleben des ostdeutschen Geheimdienstes geben, das der BND für seine weitere Arbeit gegen das MfS nutzte. Zudem lieferte Stiller Einschätzungen zu den Beziehungen des MfS zu anderen Geheimdiensten des Ostblocks. Der BND verunsicherte die HVA bewusst über die eigenen Möglichkeiten und schränkte deren Arbeitsfähigkeit durch die Suche nach weiteren Maulwürfen sowie durch gestiegenes Misstrauen und Kontrollen im eigenen Bereich ein.
Zahlreiche Ostagenten wurden durch den Übertritt Stillers in der Bundesrepublik Deutschland, Frankreich, Österreich und den USA enttarnt und verhaftet, darunter Alfred Bahr, Gerhard Arnold, Rolf Dobbertin, Reiner Fülle, Karl-Heinz Glocke, Karl Hauffe sowie Günther Sänger. Mehr als 40 tatsächlichen oder mutmaßlichen Agenten gelang es kurzfristig, sich durch Flucht in die DDR der Strafverfolgung zu entziehen, so Friedrich Tomberg, Armin Raufeisen oder Hans-Sieghard Petras. Diese gingen dann aber als „Quellen im Objekt“ verloren. François Lachenal, Rolf Kreibich und Rolf Rosenbrock wurden zu Unrecht der Spionage beschuldigt.

## Schriften (Auswahl)
- Im Zentrum der Spionage. v. Hase & Köhler, Mainz 1986, ISBN 3-7758-1141-9 (Englisch Beyond the Wall, Brassey’s, Washington 1992, ISBN 0-02-881007-4).
- Der Agent. Mein Leben in drei Geheimdiensten. Ch. Links Verlag, Berlin 2010, ISBN 978-3-86153-592-8.
- Der Doppelagent – Autobiographie, Rotbuch Verlag, Berlin, 1. Auflage 2013, ISBN 978-3-86789-192-9. (nahezu gleicher Inhalt wie Der Agent)

## Film
- Der Rote Schakal[17]
- Der Spion, der ich war[18]
- Der Agent – Ein Doppelleben zwischen Stasi und BND[19]
- Der Überläufer, Dokumentation von Guido Knopp und Peter Adler, aus der ZDF-Reihe Top-Spione, 1994.[20]